# Statzendorf
Statzendorf è un comune austriaco di 1 371 abitanti nel distretto di Sankt Pölten-Land, in Bassa Austria.